# 中川二郎
中川二郎（なかがわじろう）は日本のボクサー。元アジア太平洋キック連盟フライ級、および日本格闘技キック連盟フライ級・バンタム級チャンピオン。60歳を超えた現在も尚、現役を続ける。北心ジム会長。

## 人物
熊本県出身。日本のキックボクシング低迷時より、大阪を拠点にキックボクシングの興業を行ってきた。1986年に大阪市を拠点に興業を行うキックボクシング団体・日本格闘技キック連盟を設立、理事長に就任した。
その後、「昭和のキックボクシング復活」をテーマにSUPER KICK S-1を立ち上げ大阪を拠点に興業を行い、自らも選手として出場し続ける。
K-1を立ち上げた元正道会館館長の石井和義はK-1構想時、トーナメント形式で行われる全日本空手道選手権大会のマンネリ化による客離れを防ぐために、トーナメントの間にキックボクシングのエキジビジョンを行うに当たって、中川率いる北心ジムに足を運び協力を求めた。